# Kvarnsjön (Törnsfalls socken, Småland)
Kvarnsjön är en sjö i Västerviks kommun i Småland och ingår i Storån-Botorpsströmmens kustområde. Sjön har en area på 0,162 kvadratkilometer och ligger 20,1 meter över havet.

## Delavrinningsområde
Kvarnsjön ingår i det delavrinningsområde (640839-154427) som SMHI kallar för Rinner mot Yttre Gamlebyviken. Medelhöjden är 23 meter över havet och ytan är 23,36 kvadratkilometer. Det finns inga avrinningsområden uppströms utan avrinningsområdet är högsta punkten. Avrinningsområdets utflöde mynnar i havet, utan att ha någon enskild mynningsplats. Avrinningsområdet består mestadels av skog (53 procent) och jordbruk (11 procent). Avrinningsområdet har 1,36 kvadratkilometer vattenytor vilket ger det en sjöprocent på 5,8 procent. Bebyggelsen i området täcker en yta av 5,13 kvadratkilometer eller 22 procent av avrinningsområdet.